# 눈강
눈강(중국어: 嫩江, 병음: Nèn Jiāng, 표준어: 넌장강), 울라강(만주어: ᠨᠣᠨ 
ᡠᠯᠠ Non Ula, 만주어: ᠨᡡᠨ
ᡳ
ᡠᠯᠠ Nūn i Ula) 혹은 나하(那河, 표준어: 나하)는 중국 북동부의 강이다. 넌강은 헤이룽장성 북부와 내몽골 자치구의 북동부를 흐르며 강의 일부는 두 지역간의 경계를 형성한다. 넌장강의 길이는 1370km로 쑹화강의 지류 중 가장 길다. 넌강은 일반적으로 남쪽 방향으로 흐르며 서쪽으로 다싱안링산맥, 동쪽으로 샤오싱안링산맥 사이의 광대한 계곡을 통과하여 쑹위안시 부근에서 쑹화강과 합류한다.

## 강 주변의 도시
- 넌장현(메르겐)
- 치치하얼시

## 역사
《상서》와 《통전》(通典)에 기록된 약수(弱水)의 약(弱)의 옛 발음이 nziak 혹은 niak이므로 弱水가 눈강을 가리킨다는 설(說)이 있으나, 《진서》(晋書)의 사료(史料)에 유의한다면 아무르강을 가리킨다는 설이 더 타당한 것으로 받아들여 진다.청나라 때 눈강은 동북평원을 잇는 중요한 통신로였다. 운송로는 또한 눈강 상류와 아무르강의 아이군을 연결했다.